# Elephantomyia sophiarum
Elephantomyia sophiarum là một loài ruồi trong họ Limoniidae. Chúng phân bố ở miền Cổ bắc.